# Sól (wieś w województwie lubelskim)
Sól – wieś w Polsce na Równinie Biłgorajskiej, położona w województwie lubelskim, w powiecie biłgorajskim, w gminie Biłgoraj.
W latach 1975–1998 miejscowość położona była w województwie zamojskim.
Na terenie wsi utworzono dwa sołectwa Sól I i Sól II. Według Narodowego Spisu Powszechnego z roku 2011 wieś liczyła 2324 mieszkańców i była największą miejscowości w gminie.
Wieś jest siedzibą rzymskokatolickiej parafii św. Michała Archanioła w Soli.

## Części wsi
| SIMC    | Nazwa       | Rodzaj    |
| ------- | ----------- | --------- |
| 0886245 | Bagno       | część wsi |
| 0886251 | Dwór        | część wsi |
| 0886268 | Górka       | część wsi |
| 0886274 | Kolonia Sól | część wsi |
| 0886280 | Koniec      | część wsi |
| 0886297 | Warszawa    | część wsi |
| 0886305 | Wygon       | część wsi |

W latach 1863–1954 miejscowość była siedzibą gminy Sól. W miejscowości znajduje się kościół, który jest siedzibą parafii pw. św. Michała Archanioła. W strukturze kościoła rzymskokatolickiego parafia należy do metropolii przemyskiej, diecezji zamojsko-lubaczowskiej, dekanatu Biłgoraj-Południe. Sól jest największą miejscowością w gminie Biłgoraj. Położona na obrzeżach Biłgoraja ciągnie się na długość ok. 5 km wzdłuż drogi wojewódzkiej nr 858.

## Historia
Pierwsze wzmianki o osadnictwie na tych terenach pochodzą z drugiej połowy XVI w. Adam Gorajski – właściciel klucza dóbr biłgorajskich zaprosił osadników holenderskich. Od nich wzięła nazwę pierwotna nazwa miejscowości Olendrów. W 1599 Olendrów wraz z Dąbrowicą były przedmiotem sporu pomiędzy Janem Zamojskim – właścicielem ordynacji a Adamem Gorajskim. Przypadły one w udziale Zamojskiemu. Nowa nazwa miejscowości powstała na początku XVII wieku najprawdopodobniej od pobliskiego strumienia o tej samej nazwie. Około 1830 roku w okolicy Soli funkcjonowała ordynacka gorzelnia (w 1896 wyprodukowano 10000 wiader spirytusu ziemniaczanego) oraz browar (w 1896 r. wyprodukowano 2000 wiader piwa)
Z Soli pochodzili między innymi: działacz Chłopskiego Stronnictwa Radykalnego – Jan Dziduch – poseł na sejm w okresie międzywojennym, oraz Marcin Raduj, który piastował funkcję radcy handlowego w Buenos Aires. Wieś była znanym ośrodkiem garncarskim i włosiankarskim. We wrześniu 1939 roku stacjonował we wsi sztab 21 Górskiej Dywizji Piechoty generała Józefa Kustronia i sztab 6 Dywizji Piechoty generała Bernarda Monda (13 IX 1939). W dniach 15–17 września walczyły tu oddziały 73 pułku piechoty z Grupy Operacyjnej „Jagmin” (z armii „Kraków”) gen. Jana Jagmnina-Sadowskiego. Podczas drugiego dnia walk poległ dowódca 3 batalionu 73 Pułku Piechoty mjr Władysław Nowożeniuk. W połowie 1943 roku okupacyjny urząd gminy był dwukrotnie niszczony przez oddział Gwardii Ludowej im. Tadeusza Kościuszki (dowódca – Grzegorz Korczyński – „Grzegorz”). W 1943 roku Niemcy częściowo wysiedlili wieś.

## Zabytki

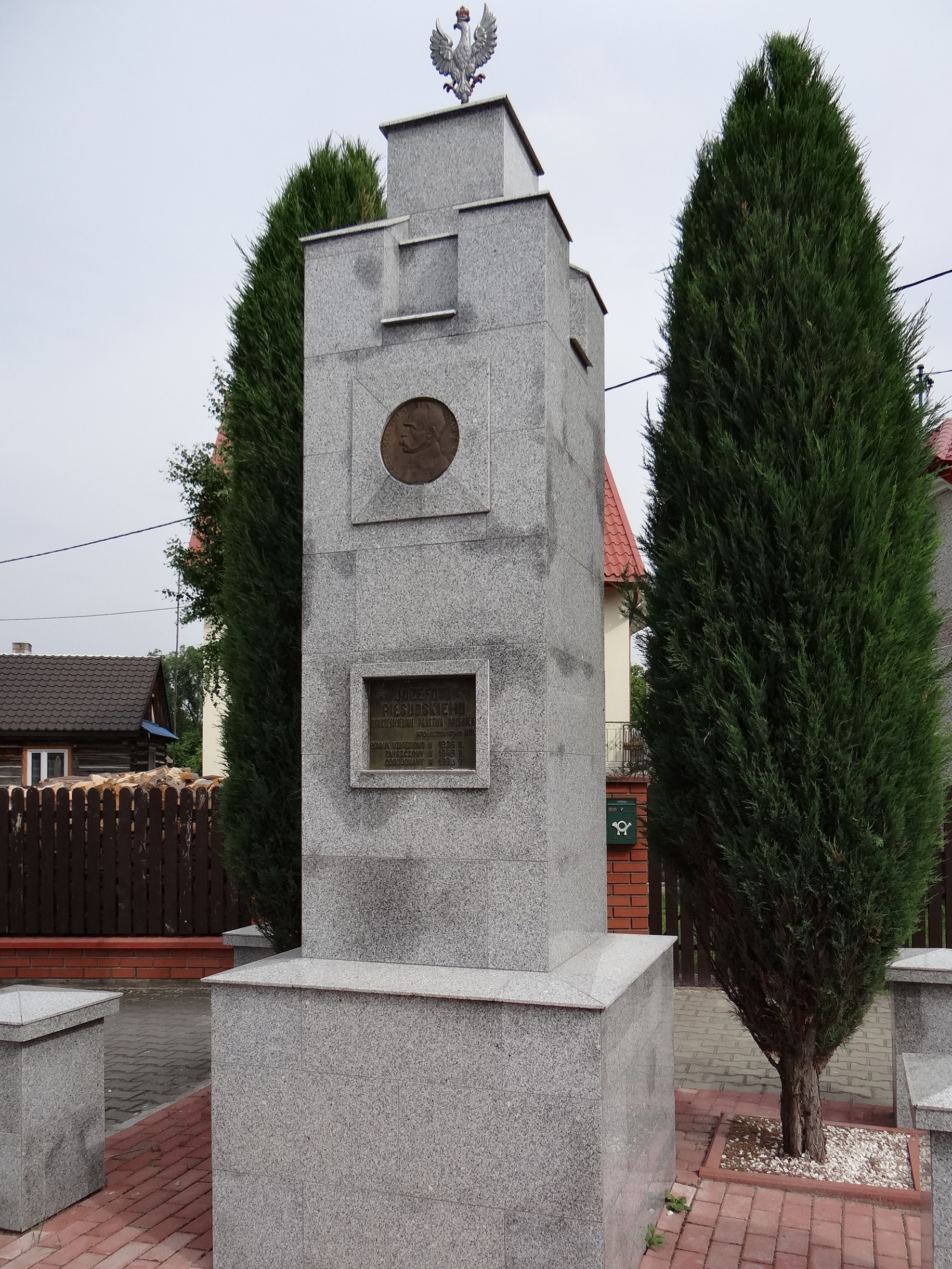
Pomnik obok kościoła, poświęcony Józefowi Piłsudskiemu

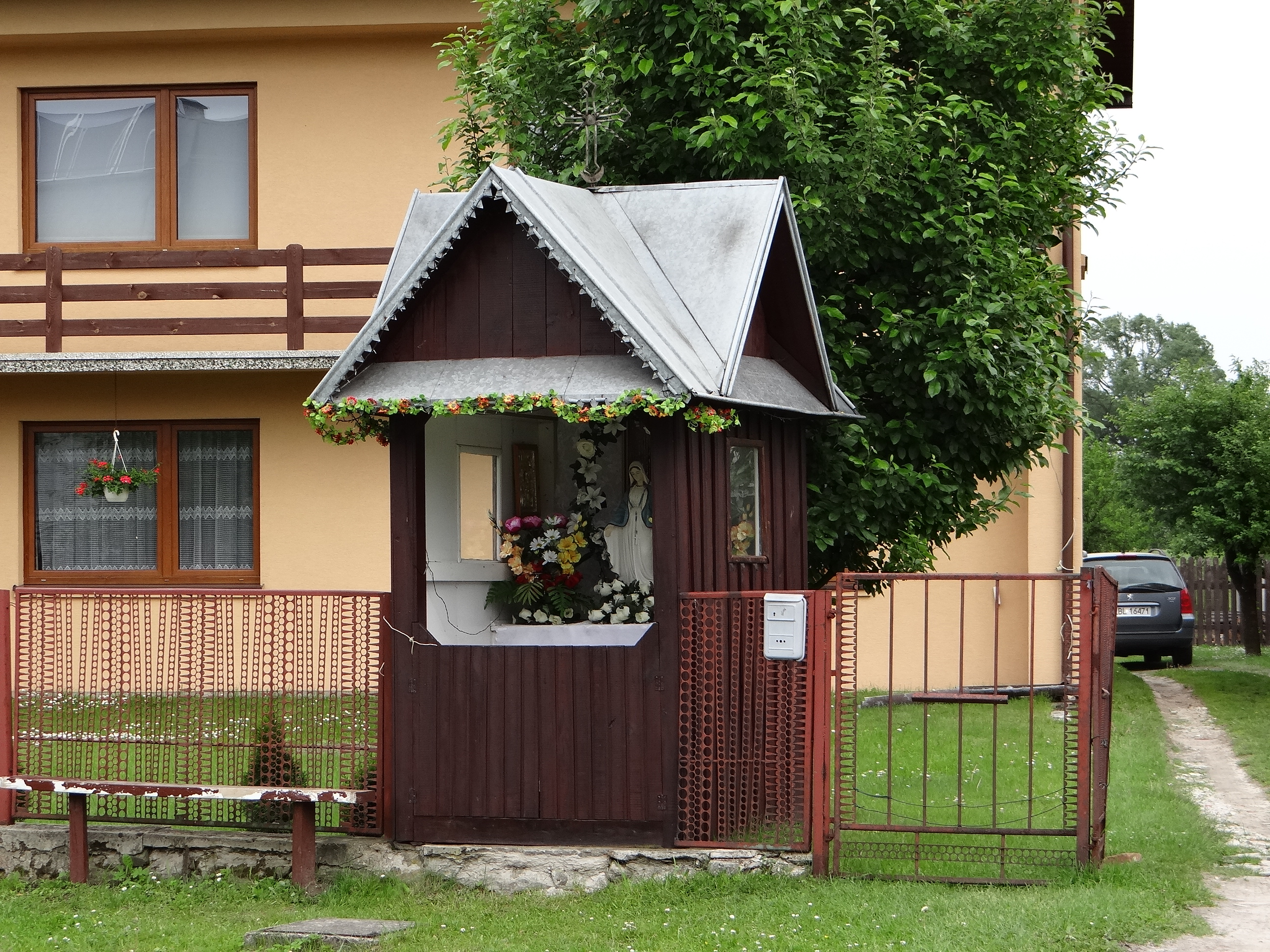
Kapliczka przydrożna

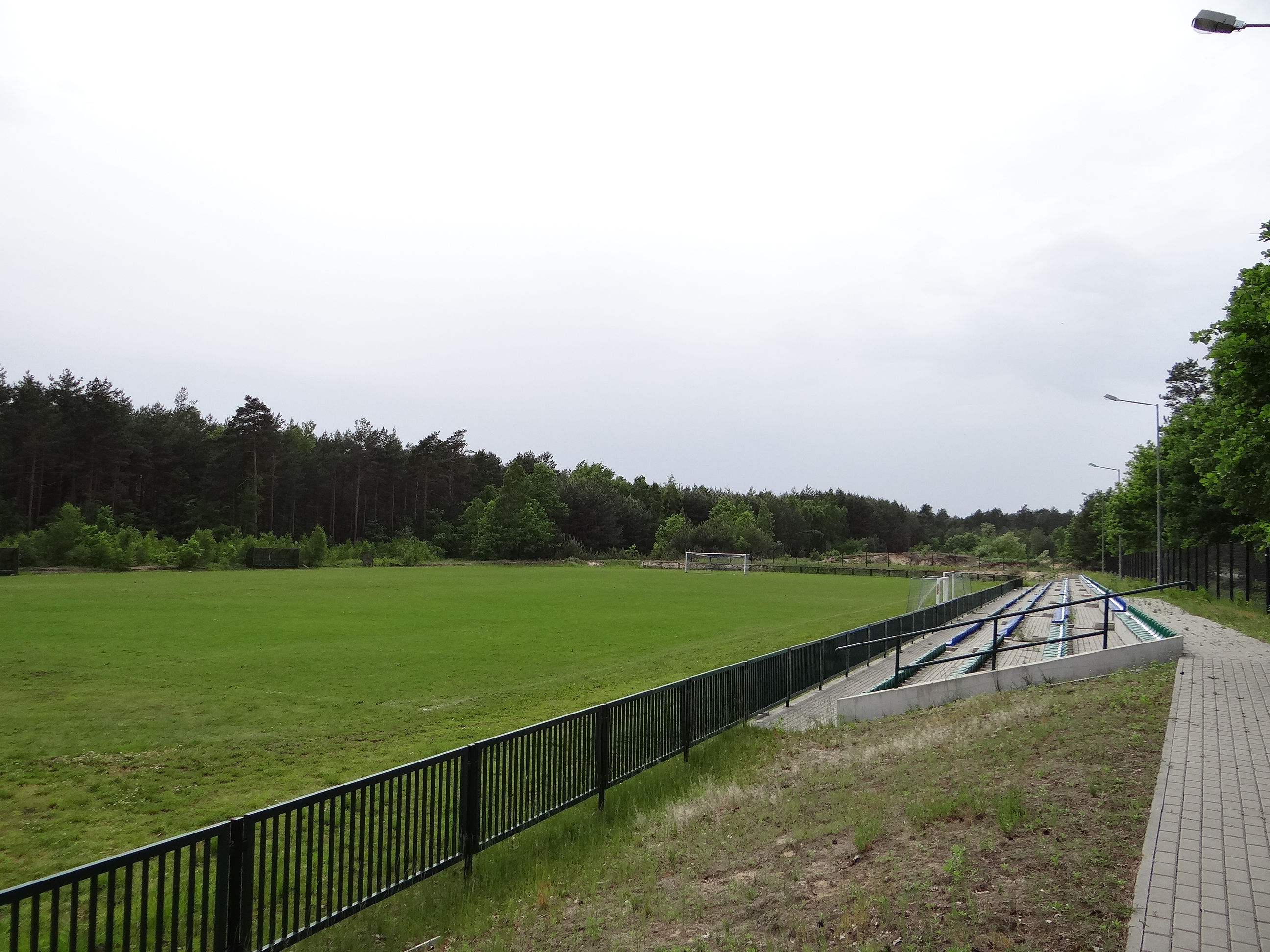
Stadion wiejski

### Kościół rzymskokatolicki św. Michała Archanioła
Od XVII wieku w Soli istniała cerkiew greckokatolicka. W 1875 roku po likwidacji unickiej diecezji chełmskiej zamieniona została na prawosławną. Obecną świątynię wybudowano na potrzeby unickiej parafii w 1872 r. Wtedy też najprawdopodobniej został założony cmentarz prawosławny położony około 100 m na południe od kościoła. 1 marca 1919 roku została w Soli założona parafia rzymskokatolicka i wtedy cerkiew została rewindykowana na rzecz Kościoła katolickiego i zaadaptowana na kościół. Ołtarz przerobiony został z królewskich wrót, w jego górnej części znajduje się obraz Serca Pana Jezusa z 1820 roku. Wiszą tu obrazy św. Michała Archanioła, Matki Bożej Niepokalanie Poczętej (być może jest to unicka ikona), św. Franciszka, Przemienienia Pańskiego.

### Młyn
Wybudowany w roku 1896. Jest zbudowany na rzece Białej Ładzie, która tworzy przed młynem zakole w kształcie litery S. Obecnie młyn jest napędzany silnikiem elektrycznym ponieważ turbina wodna został podmulona i zablokowana. Obok młyna znajdują się pozostałości po dawnym tartaku wodnym.

### Cmentarz rzymskokatolicki
Położony jest w odległości ok. 150 m na zachód od kościoła. Został założony w 1919 r. dla powstałej wówczas parafii rzymskokatolickiej. Jest to wydłużony czworobok o powierzchni 2 ha, podzielony na kwatery rozmieszczone symetryczne po obu stronach alei biegnącej od bramy. Zachowało się kilkanaście nagrobków sprzed 1945 r. Na uwagę zasługuje współczesny nagrobek ks. Pawła Zięby z 1981 r. – przedstawia on anioła powołującego zmarłego kapłana na sąd ostateczny. Znajdują się tu groby 127 żołnierzy WP z 6 i 23 DP Armii Kraków poległych w dniach 14–17 września 1939 r. pod Banachami i Solą (w tym 11 oficerów i podchorążych, 58 szeregowych i 58 nieznanych). Na obrzeżach cmentarza rosną lipy, topole i klony. Wzdłuż głównej alei podwójne szpalery lipowe. Cmentarz ogrodzony jest od frontu metalowymi przęsłami na kamiennych słupach i podmurówce, część centralna cmentarza ogrodzona jest drewnianym płotem, reszta metalową siatką.

### Cmentarz prawosławny
Położony w odległości 100 m od kościoła (dawnej cerkwi) na południe, na niewielkim wzniesieniu nad rzeką Białą Ładą. Został założony prawdopodobnie w 1872 r. razem z cerkwią. Cmentarz jest czynny pomimo że parafia prawosławna została zlikwidowana w 1918 r. Ostatni pochówek miał miejsce w 1992 r. Cmentarz ma kształt czworoboku o powierzchni 0,23 ha. Zachowało się na nim ok. 10 nagrobków sprzed 1945 r. Wszystkie są porozbijane i porozrzucane na ziemi. Znajdują się także metalowe i drewniane krzyże, czytelne nagrobki ziemne. Groby zwrócone są na wschód. Cmentarz porasta: 5 lip i samosiew klonu, akacji, dębu, bzu, kruszyny i maliny. Ogrodzenie wykonane jest z siatki drucianej. Od strony rzeki znajduje się brama.

## Sport
KS Olender Sól
W Soli funkcjonuje Klub Sportowy Olender Sól – amatorski klub piłkarski, założony w 2004 roku. W sezonie 2010/11 zespół występował w III lidze. W sezonie 2023/2024 drużyna seniorów gra w grupie zamojskiej klasy A. Olender rozgrywa mecze na Stadionie Wiejskim znajdującym się w Soli, o pojemności 800 widzów.